# كيورا كاربيجنانو (بافيا)
كيورا كاربيجنانو (بالإيطالية: Cura Carpignano)‏ هي بلدة تقع في مقاطعة بافيا بإقليم لومبارديا في شمال إيطاليا. تبلغ مساحة هذه المدينة 10.7 (كم²)، وترتفع عن سطح البحر م، بلغ عدد سكانها 2703 نسمة في عام 2004 حسب إحصاء المعهد الوطني للإحصاء.

## السكان
في سنة 1861 بلغ عدد السكان 1٬761 نسمة، وتطور العدد ليصل في سنة 2011 لـ 4٬371 نسمة.
يظهر هذا المخطط البياني تطور النمو السكاني لـ كيورا كاربيجنانو (بافيا)

## وصلات خارجية
- الموقع الرسمي